# Sangre Azul
1. REDIRECCIÓN sangre azul